# St. Jakobus (Greding)

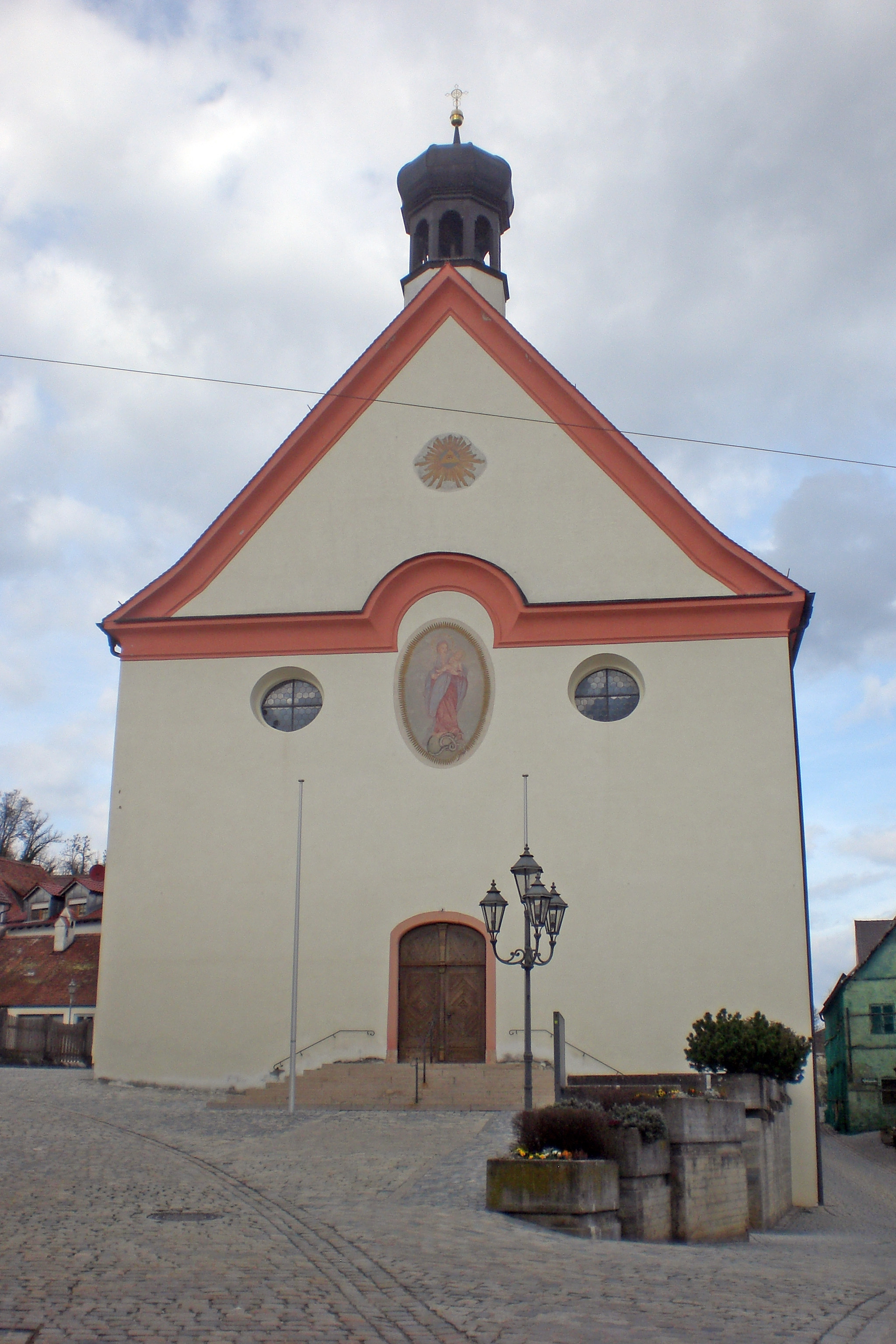
Außenansicht (2024)

St. Jakobus ist die römisch-katholische Pfarrkirche von Greding im Dekanat Roth-Schwabach im Bistum Eichstätt und ist dem Apostel Jakobus dem Älteren geweiht. Sie steht unter Denkmalschutz und ist mit dem Kennzeichen der Haager Konvention zum Schutz von Kulturgut bei bewaffneten Konflikten versehen.

## Geschichte
1448 wird erstmals eine dem heiligen Jakob geweihte Kapelle in Greding bezeugt. Der Gredinger Pfarrer wird 1503 als Pfarrer an der Pfarrkirche des hl. Jakobus in Greding bezeichnet. Dass die Kirche älter als St. Martin ist, gilt als sicher, da diese den Gottesacker beherbergt. Außerdem hätte niemand einen Kirche auf einen Berg gebaut, wenn im Stadtkern eine gestanden hat. Nach dem Pfarrbuch mussten alle Priester der Pfarrei Greding, auch der Frühmesser von Hausen, am Gedächnistag der Kirchenweihe in St. Martin eine Messe lesen, das Stundengebet musste feierlich gesungen werden und eine Oktav wurde gehalten. Am Fest des heiligen Jakobus wurde der Pfarrgottesdienst in St. Jakobus gehalten, aber den Mittelmesser las in St. Martin die Messe.
Ein 1629 erwähnter Nachfolgebau wurde 1633 im Dreißigjährigen Krieg zerstört. Der Wiederaufbau fand schnell statt, aber Anfang des 18. Jahrhunderts wurde der schlechte Zustand beklagt. Fürstbischof Anton von Knebel fasste 1713 den Entschluss die Kapelle zu erneuern.
Der Grundstein für den Neubau legten Pfarrer Kiesel und Domkanoniker Biba am 20. August 1725. Der Bau erfolgte nach Plänen von Gabriel de Gabrieli. Fürstbischof Franz Ludwig Schenk von Castell weihte die Kirche am 17. Oktober 1728. Pfarrkirche blieb vorerst St. Martin, obgleich die Jakobuskirche für die Bevölkerung der Stadt besser zu erreichen war.

## Baubeschreibung

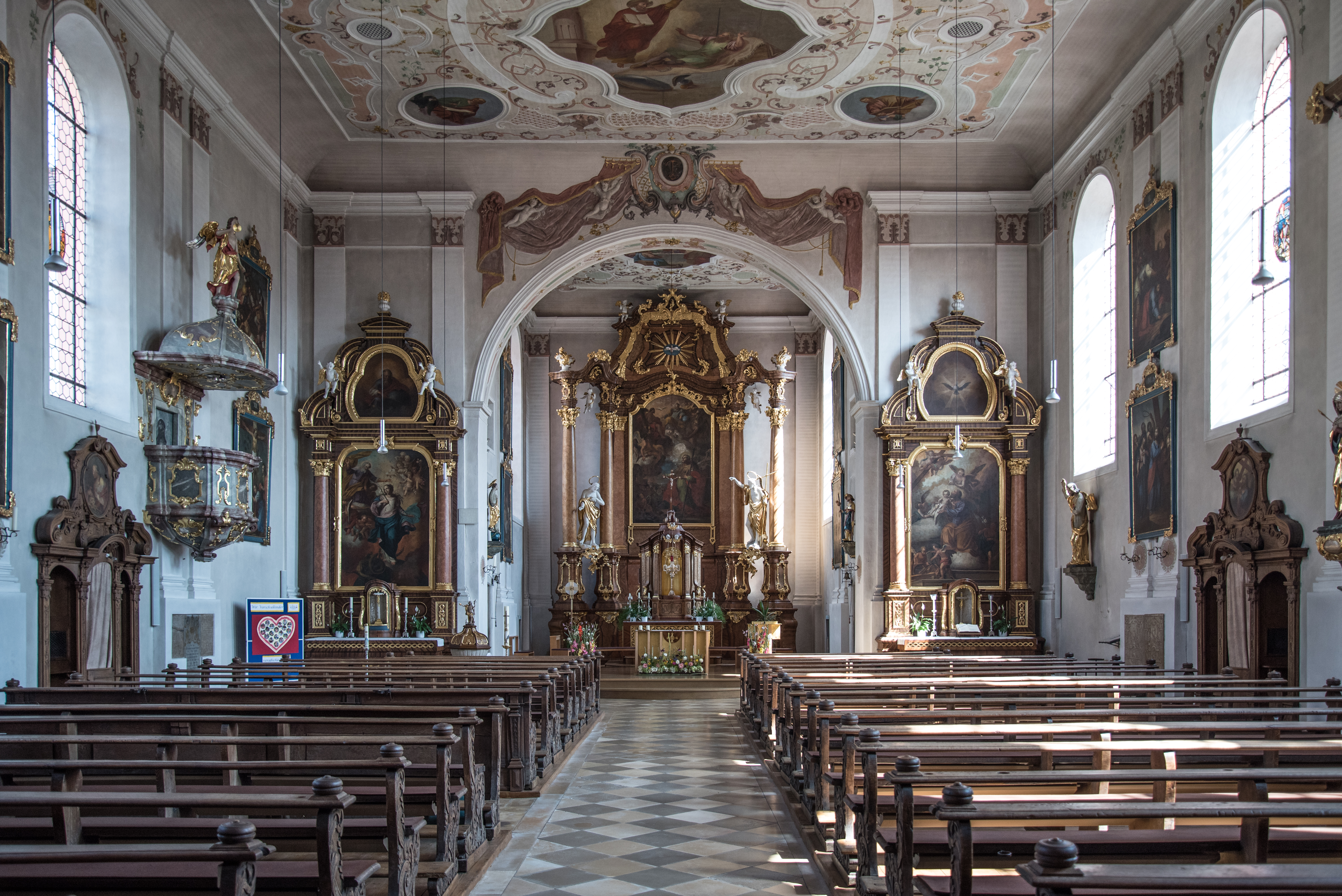
Kirchraum

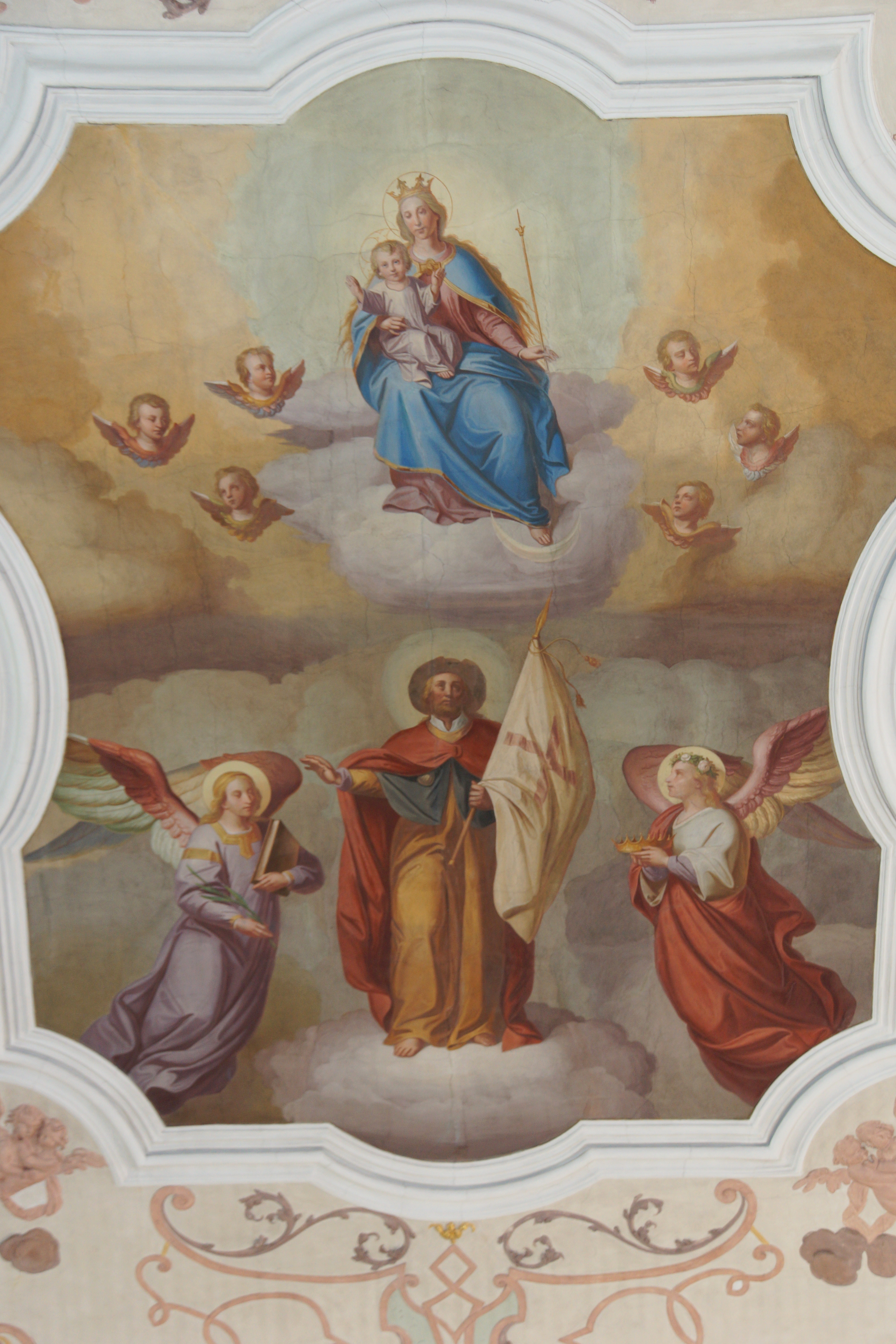
Deckengemälde

Die Kirche ist nicht geostet, sondern in etwa nach Norden ausgerichtet. An der Außenseite wurde bei der Außenrenovierung im Jahr 1935 ein Bildnis der Maria Immaculata und das allsehende Auge Gottes angebracht. Die Glasfenster zeigen die Geburt Jesu, die Wiederauffindung des zwölfjährigen Jesus im Tempel, die Kreuzigung Jesu, die Auferstehung Christi, die Himmelfahrt Christi und Christus als Weltenherr gezeigt.
Im Kircheninneren stammen die Beichtstühle, die Kanzel, das Kirchengestühl und der Stuck aus der Erbauungszeit. Die Stuckatur im Stil gekuppelter Pilaster nach einem Entwurf von Gabriel de Gabrieli, der vom Gredinger Richterehepaar Bschaidel beauftragt worden war, wurde durch den Eichstätter Stuckateur Franz Xaver Horneis ausgeführt. Die Vorhangdrapierung über den Torbogen zum Altarraum zeigt das Wappen von Joseph von Stubenberg.
Die Kanzel wird über die Sakristei und die Kanzelrückwand betreten. Auf der Kanzeldecke ist ein Engel mit Posaune zu sehen. Die Art der Stuckverzierung weist auf ein Anfangswerk von Horneis hin.
Von der ursprünglichen barocken Fresken von Matthias Zink ist nur noch eines an der ersten Empore erhalten. Es zeigt den heiligen Jakob gemeinsam mit dem heiligen Martin, dem Patron der vorherigen Pfarrkirche. Die fünf weiteren Gemälde zeigen Szenen aus dem Marienleben: die Verkündigung an Maria, die Geburt Jesu, die Flucht nach Ägypten, Jesus in seinem Elternhaus und den Abschied Jesu von seiner Mutter. Sie wurden bei der Renovierung 1932/1933 hinzugefügt.

### Deckengemälde
Die Deckengemälde stammen von Sebastian Holzner aus Amberg und wurden 1875 im Nazarenerstil gemalt. Über der Orgel wird die Enthauptung des heiligen Jakobus gezeigt. Das Bild daneben stellt eine Überlieferung aus der Legenda aurea dar: Der Hohepriester Abjathar und der Zauberer Hermogenes versuchen, Jakobus vom Glauben abzubringen. Das große Bild in der Deckenmitte zeigt Jakobus mit dem Pilgergewand und einer Fahne, die ihn als Matamoros ausweist.

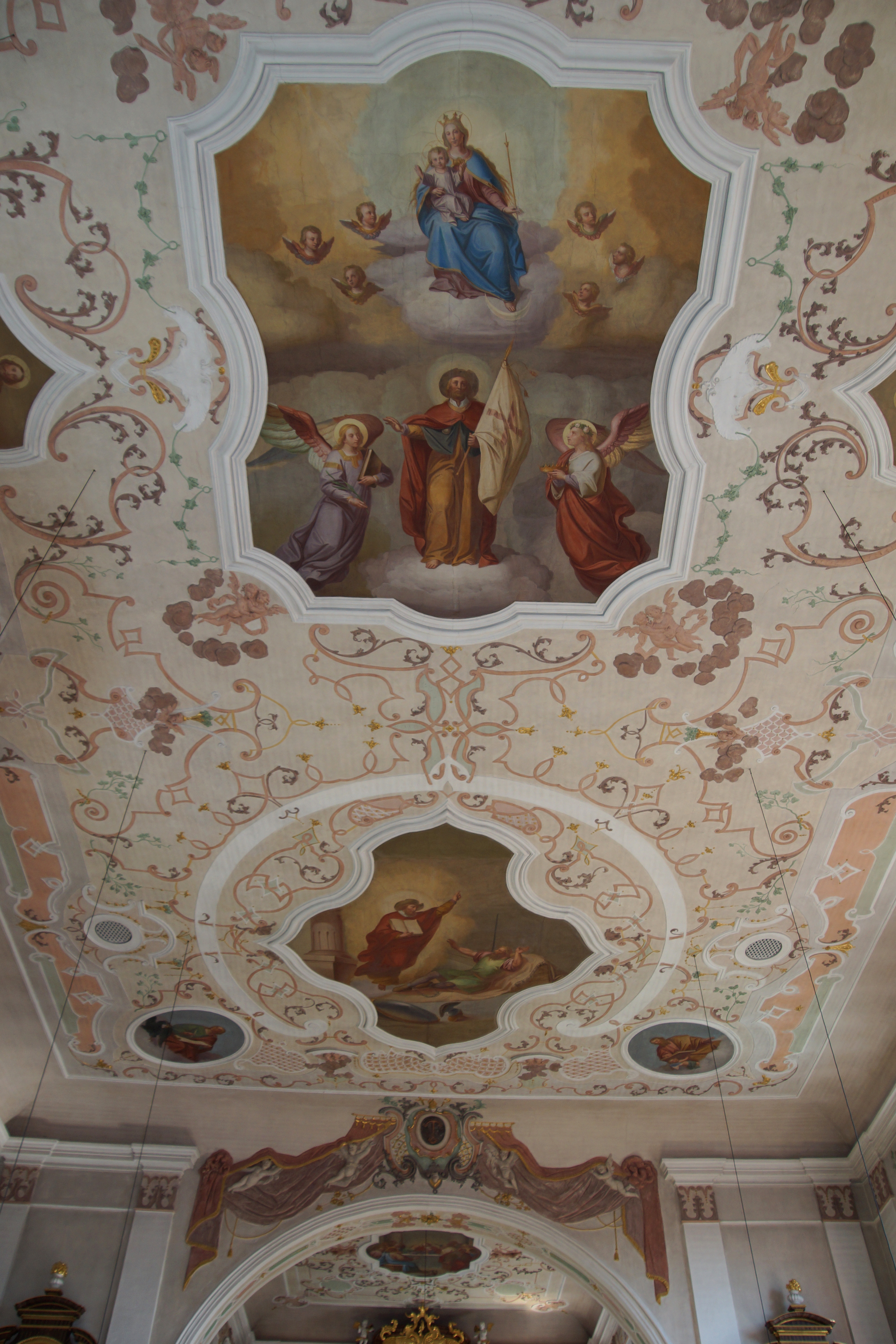

Er tritt vor Maria mit dem Jesuskind auf dem Schoss. Die Engel zu seiner Seite halten die Märtyrerkrone und ein Buch in der Hand. Das Bild vorn am Altarraum mit Schild und Schwert im Vordergrund verweist darauf, dass Jakobus unter anderem der Schutzpatron der Krieger ist. Darunter sieht man, wie Jakobus dem Ermengot in Ketten erscheint und ihn sowie seine Gefährten befreite. Die Darstellungen seitlich in der Mitte gelten dem Herz Jesu und dem Herz Mariens. Die Ecken der Decke füllen die Evangelisten mit ihren Symbolen: Lukas mit dem Stier, Markus mit dem Löwen, Matthäus mit dem geflügelten Menschen und Johannes mit dem Adler. Die Decke des Chores nimmt das Abendmahl ein.

### Hochaltar

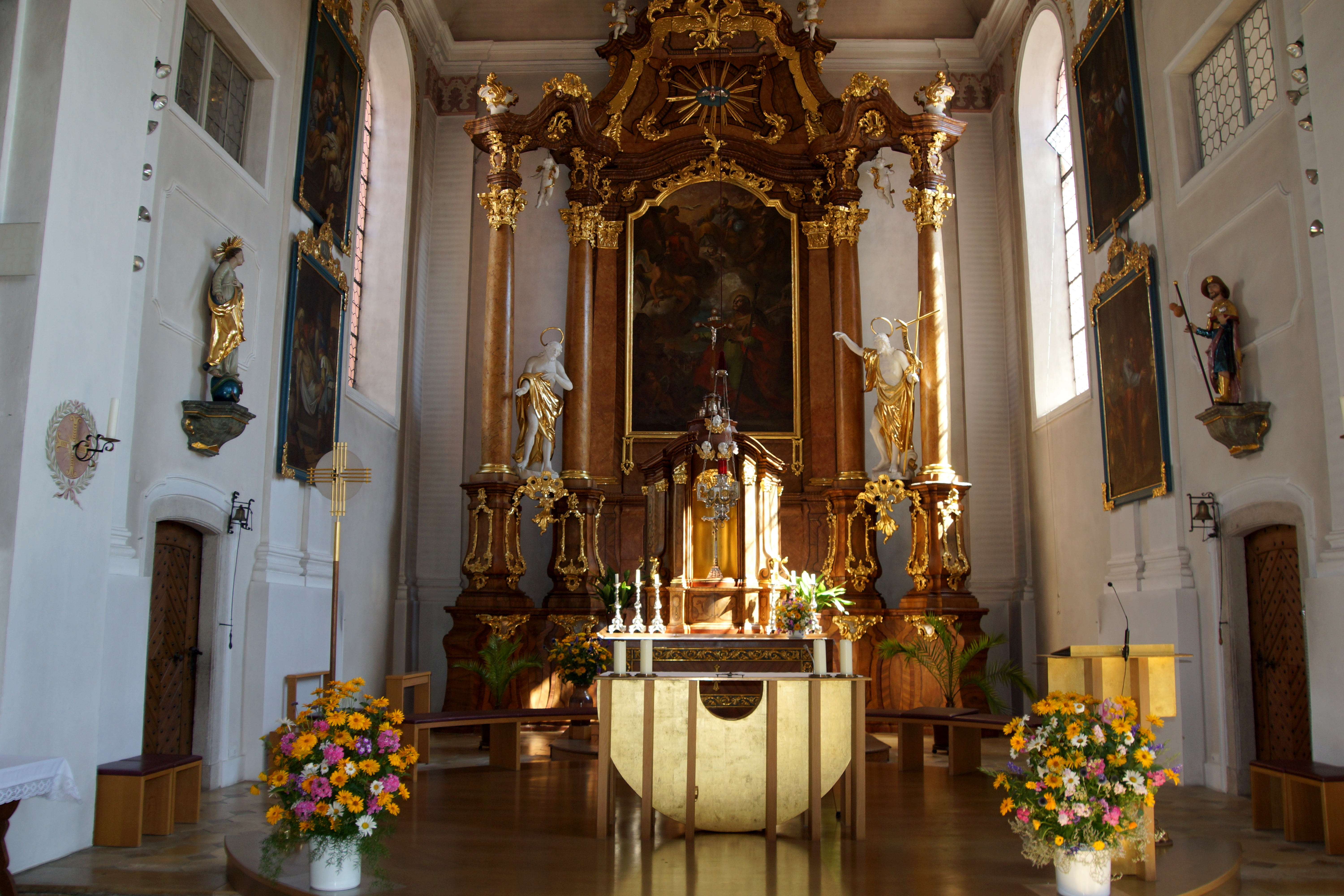
Altarraum

Der Hochaltar stammt aus dem ehemaligen Augustinerchorherrenstift Rebdorf. 1806 erwarb ihn die Pfarrkirchenstiftung. Der Altar ist ein Werk des Eichstätter Hofbildhauers Matthias Seybold im Stil des frühen Rokoko. Es wurde anlässlich der Barockisierung der Rebdorfer Klosterkirche von 1732 bis 1734 geschaffen. Zwei weiße vergoldete Holzstatuen stellen Johannes den Täufer dar der auf Jesus als das Lamm Gottes verweist. Die Darstellung ist ein Hinweis auf das Johannespatrozinum der Rebdorfer Klosterkirche. Das Altarbild stammt von dem vorherigen, 1742/1745 gefertigten und von Fürstbischof Franz Ludwig gestifteten Hochaltar. Aufgrund einer Renovierung im Jahre 1924 ist es schwierig, das Bild stilistisch einem bestimmten Maler zuzuordnen. Wahrscheinlich stammt es aus der Werkstatt von Johann Georg Bergmüller. In der Mitte ist Greding mit seiner Stadtmauer, seinen Kirchen und weiteren Gebäude der damaligen Zeit dargestellt. Davor kniet der heilige Jakobus vor der im Himmel dargestellten heiligsten Dreifaltigkeit: Gottvater dargestellt als Weltenherr, der Erlöser Jesus Christus und der Heilige Geist in der Gestalt einer Taube; Jakobus erbittet Schutz für Greding.
Der Volksaltar, Ambo und Vortragekreuz wurden 2003 von der Münchener Künstlerin Carola Heine im modernen Stil geschaffen, der sich deutlich vom Stil der übrigen Kirchenausstattung abhebt. Am 17. Oktober 2003, dem 275. Weihetag der Kirche, fand die Altarweihe durch Generalvikar Johann Limbacher statt. In den Altar wurden unter anderen Reliquien des seligen Adolf Kolping, des heiligen Columban von Luxeuil und des heiligen Felix, eines römischen Märtyrers eingebettet.

### Seitenaltäre
Die Seitenaltäre wurden 1735 aus der Eichstätter Jesuitenkirche erworben. Sie wurden beim Neubau jener Kirche im Jahre 1640 geschaffen und mussten später neuen Altären weichen. Die Altarbilder (am linken Altar Maria und rechts Josef, beide mit dem Jesuskind im Arm) wurden für Greding neu gemalt. Diese wurden im 19. Jahrhundert übermalt, was auch hier die Zuordnung erschwert. Möglicherweise sind sie Werke des Eichstätter Malers Joseph Dietrich.

### Kreuzweg
Der Gesamteindruck der Kirche wird durch die 14 übergroßen Kreuzwegbilder mitgeprägt. Sie wurden 1764 vom Beilngrieser Maler Johann Michael Schäfer im barocken Stil gemalt und 1875 von Sebastian Holzner im Nazarenerstil großflächig übermalt. Die erste Kreuzwegstation ist dem Ausgangszustand noch am nächsten.

## Glocken
Die Jakobuskirche hat im Dachstuhl nur zwei kleine Glocken. Aufgaben wie das Läuten zu den Gottesdiensten und der Sterbeglocke übernimmt das Geläut der Martinskirche auf den Kalvarienberg nördlich der Pfarrkirche.
| Nr. | Ton  | Gewicht | Glockengießer                | Jahr | Anmerkung                                            |
| --- | ---- | ------- | ---------------------------- | ---- | ---------------------------------------------------- |
| 1   | e²-6 | 160 kg  | Gebrüder Oberascher, München | 1909 |                                                      |
| 2a  |      |         | Ulrich & Weule, Apolda       | 1922 | defekt, unten an der Sakristei zu sehen, Eisenglocke |
| 2b  | g²-5 | 94 kg   | Albert Bachert, Heilbronn    | 1994 | ersetzte die Eisenglocke von Ulrich & Weule          |

## Orgel

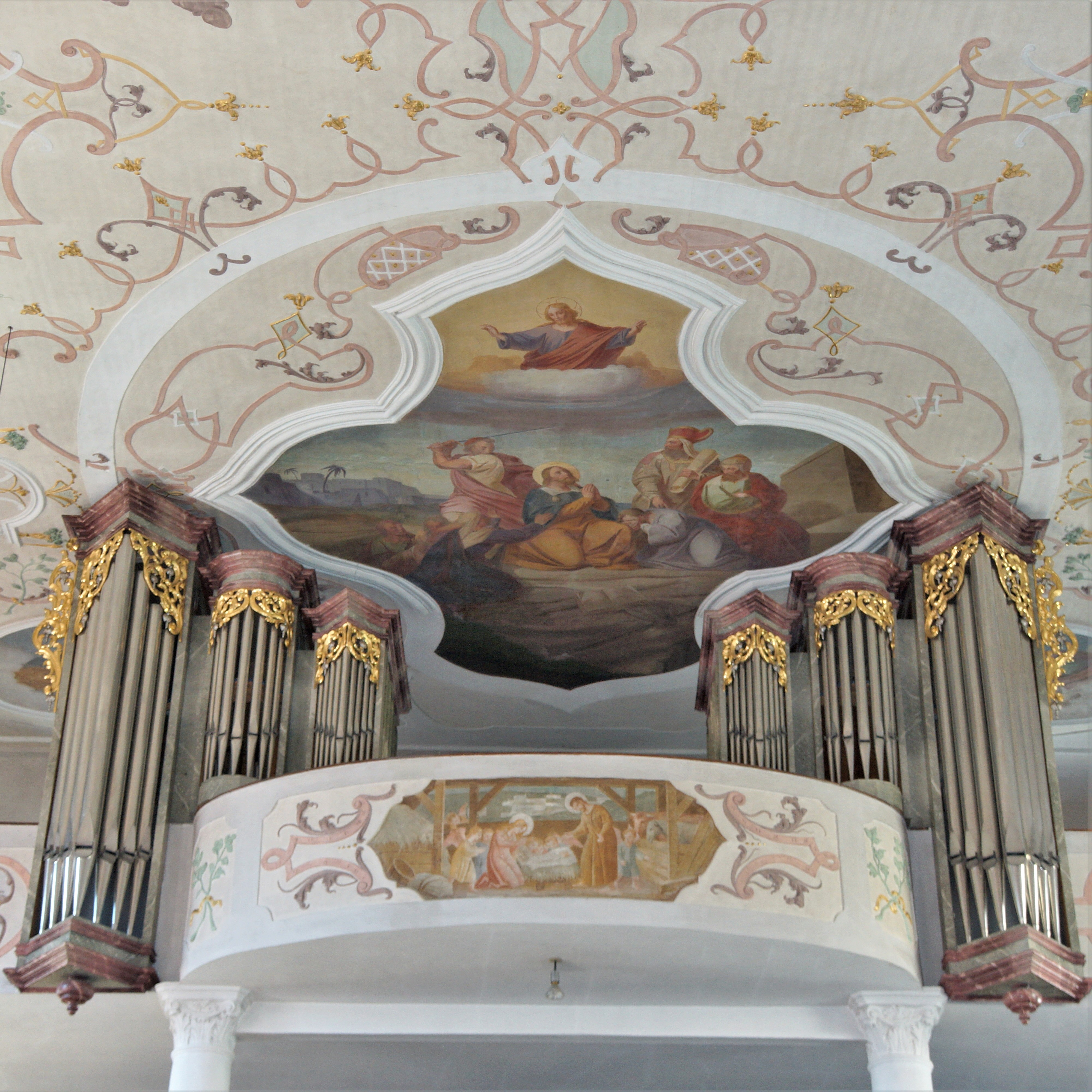
Orgel

Die Orgel stammt von WRK Orgelbau München und wurde 1976 gebaut. Sie hat 23 Register, verteilt auf zwei Manuale und Pedal.
| I Hauptwerk C–g3 |              |        |
| 8                | Praestant    | 8′     |
| 9                | Holz-Gedackt | 8′     |
| 10               | Oktave       | 4′     |
| 11               | Koppelflöte  | 4′     |
| 12               | Nasat        | 2 ⁄3′  |
| 13               | Waldflöte    | 2′     |
| 14               | Mixtur 4fach | 1 ⁄3′  |
| 15               | Trompete     | 8′     |
| 16               | Terz         | 1 3⁄5′ |
| 17               | II/I         |        |

| II Brustwerk C–g3 |              |       |
| 18                | Rohrflöte    | 8′    |
| 19                | Salizional   | 8′    |
| 20                | Prinzipal    | 4′    |
| 21                | Blockflöte   | 4′    |
| 22                | Oktave       | 2′    |
| 23                | Quinte       | 1 ⁄3′ |
| 24                | Cymbel 3fach | 1⁄2′  |
| 25                | Dulcian      | 16′   |
| 26                | Krummhorn    | 8′    |
| 27                | Tremulant    |       |

| Pedal C–f1 |             |     |
| 1          | Subbaß      | 16′ |
| 2          | Prinzipal   | 8′  |
| 3          | Gedecktbaß  | 8′  |
| 4          | Tenoroktave | 4′  |
| 5          | Fagott      | 16′ |
| 6          | I/Ped.      |     |
| 7          | II/Ped.     |     |

- Normalkoppeln: II/I, I/P, II/P
- Spielhilfen: 5fache SetzerkombinationKoordinaten: 49° 2′ 45,2″ N, 11° 21′ 16,5″ O

## Jakobsweg
Der Jakobsweg führt an Greding und damit an der Kirche nicht vorbei. Am Ortsteil Esselberg berührt der Jakobsweg zwischen Nürnberg und Eichstätt das Gemeindegebiet.